# Weinbaugebiet Crozes-Hermitage

Eine Übersicht der einzelnen Appellationen des Weinbaugebiets Rhône – Crozes-Hermitage liegt im Norden in der mit "Zoom B" bezeichneten Zone.
Crozes-Hermitage

Crozes-Hermitage ist das größte Weinbaugebiet im nördlichen Teil des französischen Rhônetals. Das Gebiet der Appellation umfasst elf Gemeinden des Départements Drôme in der Umgebung des berühmten Weinberges Hermitage auf dem linken Ufer der Rhone. Das Zentrum bilden die gleichnamige Gemeinde sowie die Stadt Tain-l’Hermitage. 
Im Jahr 2022 wurden auf 1964 ha Anbaufläche 73388 Hektoliter Wein erzeugt. Davon entfielen 90 Prozent auf Rot- und 10 Prozent auf Weißwein.

## Boden und Klima
Im nördlichen Teil des Gebietes, der geologischen Fortsetzung des Hermitage-Hügels, besteht der Unterboden der Weinberge aus Granit, der zu feinem Lehm verwittert. Um die dünnen Bodenschichten vor dem Abrutschen zu sichern, wurden dort gemauerte Terrassen angelegt. Den größeren, südlichen Teil der Appellation bilden in der Eiszeit entstandene Ablagerungen aus Kies und Geröll, vermischt mit rotem Lehm. Ihre höchsten Stellen sind mit Löss bedeckt, sie eignen sich besonders für Weißwein.
Im nördlichen Rhônetal mischen sich kontinentales und mediterranes Klima. Letzteres sorgt vor allem südlich von Tain l’Hermitage für eine gute Sonneneinstrahlung und hohe Durchschnittstemperaturen in den Tallagen. Der kühle und trockene Nordwind herrscht vor, warme Südwinde sind seltener und bringen dann zumeist Regen. Die Niederschlagsmengen liegen zwischen 700 und 800 mm pro Jahr. Die Sommer sind warm und trocken. Zu geringe Niederschläge im Sommer auf der Kiesterrasse im Süden sind ein Problem.

## Lagen und Weine
Der weitaus größte Teil der Produktion entfällt auf Rotwein, für den als einzige Rebsorte die Syrah zugelassen ist. Ein Zusatz von bis zu 15 % weiße Rebsorten ist erlaubt. Der Basis-Ertrag liegt bei 45 hl/ha. 
Aufgrund der unterschiedlichen Böden ist das Anbaugebiet alles andere als homogen. Der Norden des Gebietes bringt Rotweine von kräftigerer Struktur und längerer Lagerfähigkeit hervor. Auf der Terrasse des Chassis im Süden des Gebietes entstehen fruchtigere Weine, die sich im Keller entsprechend schneller entwickeln. Das niedrige Durchschnittsalter der dortigen Reben spielt dabei ebenfalls eine Rolle. Der Barriqueausbau ist beim Crozes-Hermitage die Ausnahme.
Auf Weißwein entfällt etwa 10 % der Produktion. Zugelassen sind die Rebsorten Marsanne und Roussanne, wobei erstere aufgrund ihres zuverlässigeren Ertrags dominiert. Die besten Weißweine bringt der Sektor von Mercurol hervor. Es gibt zwei Stile in der Weißweinbereitung. Die traditionelle Vinifikation mit malolaktischer Gärung erzeugt körperreiche, würzige und lagerfähige Weine mit nussigen und Blütennoten. Der modernere Stil legt mehr Wert auf Frische und Fruchtigkeit, hier dominieren Zitrusaromen.
Es gibt über 40 unabhängige Winzer sowie zwei Genossenschaften (Cave de Tain, Cave des Clairmonts). Daneben spielen die großen Handelshäuser des Rhônetals eine wichtige Rolle.

## Geschichte
Am 3. März 1937 wurde per Dekret die Appellation Crozes-Hermitage für die sich nördlich an den Hermitage anschließenden Lagen geschaffen. Am 1. Juli 1952 wurde sie auf elf Gemeinden des Kantons Tain l’Hermitage ausgeweitet. Diese Aufwertung führte zu einer Ausweitung der Rebflächen vor allem auf der Terrasse des Chassis, wo früher der Obstbau dominierte. Die Anbaufläche hat sich so von 1.029 ha zu Anfang der Neunzigerjahre auf 1.964 ha im Jahr 2022 vergrößert.